# Goldie (film, 1931)
Pour les articles homonymes, voir Goldie (homonymie).
Pour plus de détails, voir Fiche technique et Distribution.
Goldie est un film américain réalisé par Benjamin Stoloff, sorti en 1931.
Il s'agit du remake du film muet Une fille dans chaque port de Howard Hawks (1928).

## Synopsis
Dans chaque port, le marin Bill rencontre des filles que le marin Spike a déjà rencontrées et a convaincues de se faire tatouer sa signature. Lorsque Bill et Spike se rencontrent enfin, ils deviennent amis.

## Fiche technique
- Titre original : Goldie
- Réalisation : Benjamin Stoloff
- Scénario : Gene Towne et Paul Perez
- Photographie : Ernest Palmer
- Montage : Alex Troffey
- Costumes : Dolly Tree
- Musique : R.H. Bassett et Hugo Friedhofer (non crédités)
- Producteur : Benjamin Stoloff
- Société de production et de distribution : Fox Film Corporation
- Pays de production :  États-Unis
- Langue d'origine : anglais américain
- Format : noir et blanc — 35 mm — 1,37:1 — son : mono (Western Electric System)
- Genre : comédie romantique
- Durée : 68 minutes
- Date de sortie : États-Unis : 28 juin 1931

## Distribution
- Spencer Tracy : Bill
- Warren Hymer : Spike
- Jean Harlow : Goldie
- Jesse De Vorska : Gonzales
- Leila Karnelly : l'épouse
- Ivan Linow : le mari
- Lina Basquette : Constantina
- Eleanor Hunt : la fille russe
- Maria Alba : Dolores
- Eddie Kane : Barker
- Billy Barty : un enfant (non crédité)
- George Raft : un pickpocket (non crédité)